# Državno prvenstvo 1940-1941
Il Prvenstvo Jugoslavije u nogometu 1940-1941 (campionato di calcio della Jugoslavia 1940-1941), conosciuto anche come Državno prvenstvo 1940-1941 (campionato nazionale 1940-1941), sarebbe stata la diciottesima edizione della massima serie del campionato jugoslavo di calcio.

## Contesto storico
Le squadre slovene si staccano dalla federcalcio croata e fondano la federcalcio slovena, perciò quest'anno ci sono tre gironi per la qualificazione al campionato nazionale: 4 squadre verranno dalla Serbia, 3 dalla Croazia ed una dalla Slovenia. Le 8 squadre qualificate disputeranno un torneo ad eliminazione diretta.
Il 6 aprile 1941 (lo stesso giorno dei due recuperi in programma in Serbia) le potenze dell'Asse cominciano l'Invasione della Jugoslavia ed il 17 i balcanici si arrendono. Il Regno di Jugoslavia viene smembrato fra i paesi vincitori (Germania, Italia, Ungheria e Bulgaria) e nasce anche lo Stato Indipendente di Croazia (comprendente Croazia e Bosnia).
Le competizioni calcistiche jugoslave si fermano, durante la Seconda guerra mondiale vengono solo disputati tornei locali; per rivedere nuovamente il campionato nazionale jugoslavo bisognerà aspettare il 1946, non più come Državno prvenstvo, bensì come Prva liga.

## Qualificazioni

### Slovenia
La Slovenia ha qualificato al campionato nazionale solo la vincitrice.
|  | Pos. | Squadra            | Pt | G  | V  | N | P  | GF | GS | QR    |
|  | ---- | ------------------ | -- | -- | -- | - | -- | -- | -- | ----- |
|  | 1.   | SK Lubiana         | 22 | 14 | 10 | 2 | 2  | 55 | 21 | 2,619 |
|  | 2.   | Železničar Maribor | 20 | 14 | 8  | 4 | 2  | 30 | 14 | 2,142 |
|  | 3.   | Amater Trbovlje    | 17 | 14 | 8  | 1 | 5  | 37 | 30 | 1,233 |
|  | 4.   | Mars Lubiana       | 14 | 14 | 6  | 2 | 6  | 37 | 27 | 1,370 |
|  | 5.   | Bratstvo Jesenice  | 14 | 14 | 6  | 2 | 6  | 30 | 38 | 0,789 |
|  | 6.   | Triglav            | 13 | 14 | 6  | 1 | 7  | 25 | 30 | 0,833 |
|  | 7.   | 1.SŠK Maribor      | 10 | 14 | 4  | 2 | 8  | 38 | 39 | 0,974 |
|  | 8.   | Olimp Celje        | 2  | 14 | 1  | 0 | 13 | 11 | 64 | 0,171 |

### Croazia
La Croazia ha qualificato tre squadre al campionato nazionale.
|  | Pos. | Squadra              | Pt | G  | V  | N | P  | GF | GS | QR    |
|  | ---- | -------------------- | -- | -- | -- | - | -- | -- | -- | ----- |
|  | 1.   | Hajduk Spalato       | 31 | 18 | 14 | 3 | 1  | 75 | 17 | 4,166 |
|  | 2.   | Građanski Zagabria   | 29 | 18 | 11 | 7 | 0  | 75 | 17 | 4,411 |
|  | 3.   | Concordia Zagabria   | 28 | 18 | 13 | 2 | 3  | 62 | 22 | 2,818 |
|  | 4.   | HAŠK Zagabria        | 20 | 18 | 7  | 6 | 5  | 42 | 31 | 1,354 |
|  | 5.   | Slavija Varaždin     | 17 | 18 | 7  | 3 | 8  | 30 | 49 | 0,612 |
|  | 6.   | RNK Spalato          | 16 | 18 | 6  | 4 | 8  | 21 | 50 | 0,420 |
|  | 7.   | SAŠK                 | 13 | 18 | 5  | 3 | 10 | 17 | 44 | 0,386 |
|  | 8.   | Željezničar Zagabria | 10 | 18 | 2  | 6 | 10 | 20 | 43 | 0,465 |
|  | 9.   | Slavija Osijek       | 9  | 18 | 3  | 3 | 12 | 23 | 53 | 0,433 |
|  | 10.  | Bačka Subotica       | 7  | 18 | 2  | 3 | 13 | 19 | 58 | 0,327 |

### Serbia
La Serbia doveva qualificare quattro squadre al campionato nazionale. Tre erano chiare, per conoscere la quarta (Jedinstvo o Bata Borovo) bisognava aspettare i risultati degli ultimi due recuperi (Jedinstvo-B.Borovo e BASK-Gragjanski) in programma il 6 aprile 1941 ma mai disputati.
|  | Pos. | Squadra            | Pt | G  | V  | N | P  | GF | GS | QR    |
|  | ---- | ------------------ | -- | -- | -- | - | -- | -- | -- | ----- |
|  | 1.   | BSK Belgrado       | 32 | 18 | 15 | 2 | 1  | 63 | 17 | 3,705 |
|  | 2.   | Jugoslavija        | 26 | 18 | 11 | 4 | 3  | 41 | 21 | 1,952 |
|  | 3.   | Vojvodina          | 19 | 18 | 7  | 5 | 8  | 36 | 28 | 1,285 |
|  | 4.   | Jedinstvo Belgrado | 18 | 17 | 8  | 2 | 7  | 20 | 21 | 0,952 |
|  | 5.   | ŽAK Subotica       | 18 | 18 | 7  | 4 | 7  | 32 | 42 | 0,761 |
|  | 6.   | Bata Borovo        | 17 | 17 | 8  | 1 | 8  | 38 | 32 | 1,187 |
|  | 7.   | Jugoslavija Jabuka | 16 | 18 | 7  | 2 | 9  | 27 | 41 | 0,658 |
|  | 8.   | Gragjanski Skopje  | 14 | 17 | 5  | 4 | 8  | 24 | 37 | 0,648 |
|  | 9.   | Slavija            | 10 | 18 | 2  | 6 | 10 | 34 | 41 | 0,829 |
|  | 10.  | BASK Belgrado      | 6  | 17 | 1  | 4 | 12 | 21 | 56 | 0,375 |

## Campionato nazionale

### Quarti di finale
Questi erano gli accoppiamenti per i quarti di finale, le squadre classificatesi al terzo e quarto posto in Serbia non erano ancora note.
| Squadra 1          | Totale | Squadra 2          | Andata | Ritorno |
| ------------------ | ------ | ------------------ | ------ | ------- |
| BSK Belgrado       | n.d.   | Jugoslavija        | n.d.   | n.d.    |
| 4º class. Serbia   | n.d.   | Concordia Zagabria | n.d.   | n.d.    |
| Građanski Zagabria | n.d.   | 3º class. Serbia   | n.d.   | n.d.    |
| Hajduk Spalato     | n.d.   | SK Lubiana         | n.d.   | n.d.    |